# DJ LeMahieu
David John LeMahieu (né le 13 juillet 1988 à Visalia, Californie, États-Unis) est un joueur de deuxième but des Yankees de New-York de la Ligue majeure de baseball.

## Carrière
D. J. LeMahieu est repêché au 41e tour de sélection par les Tigers de Detroit en 2007. Il ne signe pas avec l'équipe et choisit plutôt de quitter son high school pour entreprendre une carrière universitaire à l'Université d'État de Louisiane à Bâton-Rouge. Les Cubs de Chicago en font alors leur choix de deuxième ronde en 2009.
Aux College World Series de 2009, LeMahieu fait partie des Tigers de LSU qui remporte la compétition.

### Cubs de Chicago
LeMahieu fait ses débuts dans le baseball majeur le 30 mai 2011 avec les Cubs de Chicago dans un match contre les Astros de Houston. Il réussit son premier coup sûr en carrière le 3 juin face au lanceur Jaime García des Cardinals de Saint-Louis. Il termine la saison 2011 avec 15 coups sûrs, 4 points produits et une moyenne au bâton de ,250 en 37 parties jouées pour les Cubs. Il partage son temps entre les positions de joueur de deuxième et de troisième but.

### Rockies du Colorado
Le 8 décembre 2011, Chicago échange D. J. LeMahieu et le voltigeur Tyler Colvin aux Rockies du Colorado en retour du joueur de troisième but Ian Stewart et du lanceur droitier Casey Weathers.
En 2014, son jeu défensif est récompensé par un Gant doré.
LeMahieu conserve la meilleure moyenne de présence sur les buts (,358) des joueurs des Rockies durant la saison 2015 et sa moyenne au bâton de ,301 en 150 matchs est la plus élevée du club avec celle (en 103 matchs) de Nick Hundley. Il atteint de nouveaux sommets personnels de coups sûrs (170), de points marqués (85), de buts volés (23), de circuits (6) et de points produits (61). Invité à la mi-saison au match des étoiles du baseball majeur, il amorce le match au deuxième but pour l'équipe de la Ligue nationale en remplacement de Dee Gordon des Marlins de Miami, qui est à ce moment-là blessé.

### Yankees de New-York
Le 14 janvier 2019, LeMahieu signe un contrat de deux ans à 24 millions de dollars avec les Yankees de New-York.